# Cantone di Lauzès
Il Cantone di Lauzès era una divisione amministrativa dell'arrondissement di Cahors.
È stato soppresso a seguito della riforma complessiva dei cantoni del 2014, che è entrata in vigore con le elezioni dipartimentali del 2015.
Comprendeva i comuni di:
- Blars
- Cabrerets
- Cras
- Lauzès
- Lentillac-du-Causse
- Nadillac
- Orniac
- Sabadel-Lauzès
- Saint-Cernin
- Saint-Martin-de-Vers
- Sauliac-sur-Célé
- Sénaillac-Lauzès